# 천완팅 (축구인)
천완팅(중국어 정체자: 陳婉婷, 간체자: 陈婉婷, 병음: Chén Wǎntíng, 한자음: 진완정, 광둥어: Can4 Jyun2 ting4 찬윈팅, 1988년 10월 7일~)은 홍콩의 전 축구 선수이자 축구 지도자이다. 이스턴 SC를 2015-16시즌 리그 우승으로 이끌며, 세계 최초 1부리그 우승을 달성한 여성 감독이 되었다.